# Боринская
 Боринская  — деревня в Афанасьевском районе Кировской области в составе Ичетовкинского сельского поселения.

## География
Расположена на расстоянии примерно 21 км на восток-северо-восток от райцентра поселка  Афанасьево.

## История
Известна с 1873 года как часть деревни Кувакужская (Борницы), в 1905 починок Боринский, 20 дворов и 140 жителей, в 1926 деревня Боринская, 37 хозяйств и 192 жителя, в 1950 50 и 151, в 1989 33 жителя. Настоящее название утвердилось с 1978 года.  

## Население
Постоянное население составляло 21 человек (русские 100%) в 2002 году, 13 в 2010.